# Valerio Massimo Bona
Valerio Massimo Bona (Sordevolo, 27 gennaio 1851 – Carignano, 11 settembre 1898) è stato un dirigente d'azienda italiano.

## Biografia
Industriale tessile, dopo la formazione professionale presso la Scuola di Arti e Mestieri di Biella si impiegò nel lanificio Vercellone di Sordevolo; passò in seguito nel lanificio di Maurizio Sella a Biella in sostituzione del fratello Basilio Bona, e ne divenne ben presto direttore. Dal 1879 al 1887 diresse con Basilio, Eugenio Bona, Giovanni Battista Bona il Lanificio di Caselle, già rilevato dai Laclaire. Con il fratello più giovane Eugenio (1854-1913) fondò infine nel 1889  la ditta "Valerio ed Eugenio Fratelli Bona", con sede a Carignano (Torino), sul sito dell'ex convento delle Monache clarisse.

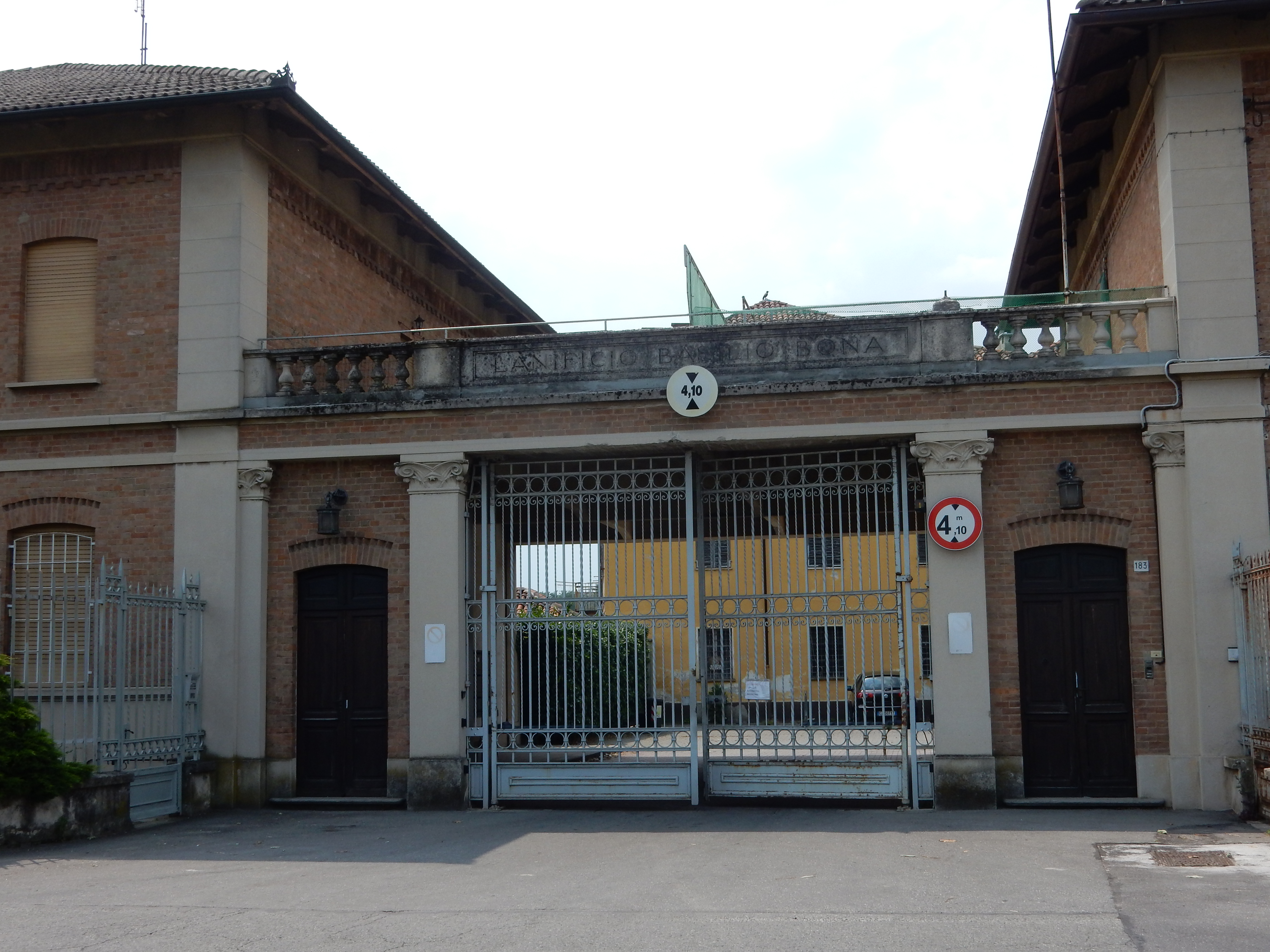
Ingresso Lanificio Bona a Caselle Torinese

Dopo vari tentativi da parte di altri industriali di utilizzare l'area, resa libera dalla soppressione degli ordini religiosi avvenuta nel 1866, i Bona acquisirono il 9 luglio 1889 dai fratelli Colongo-Borgnana, lanieri di Valle Mosso, uno stabilimento già in parte impiantato, e lo trasformarono negli anni in un opificio di rilevanza nazionale nella produzione di pannilana di qualità (tessuti fini e finissimi di pura lana, filati cardati, pettinati e semi pettinati). Nel 1891 la ditta occupava 450 operai, con 1680 fusi, 83 telai meccanici e 10 telai Jacquard.
Nel 1896  i Bona acquisirono dai De Albertis la Filatura di Lana Pettinata di Voltri (specializzata in filati per drapperia, maglieria, calzetteria e scialleria). Valerio Massimo morì nel 1898, lasciando l'azienda nelle mani del comm. Eugenio, affiancato dal collaboratore Lorenzo Delleani, esperto campionista e poi, dopo la morte di Eugenio nel 1913, dirigente e socio. Sposato con Federica Cassinis, Valerio Massimo volle che i due figli maschi, Lorenzo Valerio Bona e Gaspare Bona, fossero instradati alla direzione della ditta di famiglia, con una adeguata educazione e soggiorni di lavoro all'estero. Lorenzo Valerio, nel 1940, fece pubblicare, a cura del suo amico letterato Ettore Cozzani, per i tipi dell'Eroica, un volume di memorie e scritti del padre.
Molto attento alle problematiche organizzative e sociali legate allo sviluppo dell'industria, applicò a Caselle e poi a Carignano avanzate iniziative di carattere progressista ed innovativo. Del 1882 è un "Progetto di associazione (tra i lanaioli italiani) tendente alla specializzazione dei prodotti, alla divisione del lavoro, all'esportazione e conseguentemente alla possibilità di vincere l'estera concorrenza", in cui proponeva tra i rimedi alla condizione di inferiorità delle manifatture italiane una maggiore organizzazione scientifica del processo produttivo, una maggiore specializzazione, l'istruzione degli operai e forme di associazione fra industriali.